# Opius bajariae
Opius bajariae är en stekelart som beskrevs av Fischer 1989. Opius bajariae ingår i släktet Opius och familjen bracksteklar. Inga underarter finns listade i Catalogue of Life.